# David Smerdon
David Smerdon (17 de septiembre de 1984) es un Gran Maestro Internacional de ajedrez australiano.
A finales de 2007, David Smerdon logró su tercera y última norma de Gran Maestro. Sin embargo, antes de que el título de Gran Maestro le fuere concedido, tendría la necesidad de lograr una clasificación FIDE de 2500 o más. En octubre de 2008, su calificación FIDE fue de 2470. En 2009 consigue sobrepasar los 2500 puntos de Elo FIDE requeridos, convirtiéndose en el cuarto Gran Maestro de Ajedrez de Australia.

## Partidas notables
Jason Chan - David Smerdon, Queenstown (Nueva Zelanda) 2006 1.e4 e5 2.Cf3 Cc6 3.Cc3 Cf6 4.g3 Cxe4 5.Cxe4 d5 6.Cc3 d4 7.Cb1 e4 8.De2 De7 9.Cg1 Cb4 10.Ca3 d3 11.De3 dxc2 12.Ag2 f5 13.Ce2 Cd3+ 14.Rf1 De5 15.f4 De6 16.Cd4 Df6 17.Axe4 fxe4 18.Dxe4+ Ae7 19.Dxd3 Ah3+ 20.Re1 0-0-0 21.Caxc2 Ac5 22.g4 The8+ 23.Rf2 Dxf4+ 24.Df3 Axd4+ 25.Cxd4 Dxd4+ 0-1